# Йосип Брезовець
Йосип Брезовець (хорв. Josip Brezovec, нар. 12 березня 1986, Вараждин) — хорватський футболіст, півзахисник клубу «Славен Белупо».
Виступав, зокрема, за «Вараждин», «Рієку» та «Шериф», а також молодіжну збірну Хорватії.

## Клубна кар'єра
Народився 12 березня 1986 року в місті Вараждин. Розпочав займатись футболом в клубі «Недельянець», а у 10 років потрапив в академію «Вараждина». Так і не пробившись до основної команди, в зимову перерву сезону 2004/05 Йосип повернувся назад у «Недельянець», а влітку того ж року відправився в австрійську команду Регіональліги «Санкт-Міхаель».
Влітку 2006 року Брезовець повернувся в Хорватію влітку і підписав контракт з хорватським клубом другого дивізіону «Беліще», в якому і розпочав професійну кар'єру. Ще по ходу першого сезону Брезовець повернувся у «Вартекс», в якому провів наступні чотири роки, взявши участь у 96 матчах чемпіонату, за цей час клуб змінив назву на «Вараждин». У Вищій лізі чемпіонату Хорватії Брезовець дебютував у складі «Вартекса» 17 лютого 2007 року, вийшовши на заміну на 73-й хвилині матчу проти «Славен Белупо».
28 січня 2011 року підписав контракт на 4,5 роки з загребським «Динамо», проте не закріпившись у складі хорватського гранда вже по закінченні сезону, в якому здобув «золотий дубль», перейшов в «Славен Белупо», де провів наступний сезон 2011/12.
Влітку 2012 року став гравцем «Рієки». З командою Йосип тричі ставав віце-чемпіоном Хорватії, а 2014 року виграв Кубок і Суперкубок країни. Крім того з вересня 2014 по січень 2016 року на правах оренди грав у італійській Серії В за «Спецію».
4 липня 2016 року перейшов в молдовський «Шериф» за 250 тис. євро. Майже відразу у серпні Брезовець виграв з командою перший трофей, відігравши увесь матч за Суперкубок Молдови 2016 року проти «Зорі» (Бєльці) (3:1). У наступному сезоні хорват виграв з командою обидва головних національних турніри — чемпіонат, Кубок Молдови. Загалом у складі тираспольського «Шерифа» провів півтора року і був одним з головних бомбардирів команди, маючи середню результативність на рівні 0,46 голу за гру першості.
У лютому 2018 року Брезовець повернувся на батьківщину, знову ставши гравцем клубу «Славен Белупо». Станом на 8 квітня 2018 року відіграв за команду з Копривниці 6 матчів в національному чемпіонаті.

## Виступи за збірну
2008 року залучався до складу молодіжної збірної Хорватії. На молодіжному рівні зіграв у трьох товариських матчах, забив 1 гол.

## Статистика виступів

### Статистика клубних виступів
| Сезон                | Команда              | Чемпіонат            | Чемпіонат | Чемпіонат | Національний кубок | Національний кубок | Національний кубок | Континентальні кубки | Континентальні кубки | Континентальні кубки | Інші змагання | Інші змагання | Інші змагання | totale | totale | totale |
| Сезон                | Команда              | Ліга                 | Ігор      | Голів     | Ліга               | Ігор               | Голів              | Ліга                 | Ігор                 | Голів                | Ліга          | Ігор          | Голів         | Ігор   | Голів  |        |
| -------------------- | -------------------- | -------------------- | --------- | --------- | ------------------ | ------------------ | ------------------ | -------------------- | -------------------- | -------------------- | ------------- | ------------- | ------------- | ------ | ------ | ------ |
| 2006–07              | «Вараждин»           | 1Л                   | 8         | 0         | КХ                 | ?                  | ?                  |                      | -                    | -                    |               | -             | -             | 8+     | 0+     |        |
| 2007–08              | «Вараждин»           | 1Л                   | 26        | 2         | КХ                 | ?                  | ?                  |                      | -                    | -                    |               | -             | -             | 26+    | 2+     |        |
| 2008–09              | «Вараждин»           | 1Л                   | 29        | 4         | КХ                 | ?                  | ?                  |                      | -                    | -                    |               | -             | -             | 29+    | 4+     |        |
| 2009–10              | «Вараждин»           | 1Л                   | 18        | 0         | КХ                 | 3                  | 1                  |                      | -                    | -                    |               | -             | -             | 21     | 1      |        |
| 2010–11              | «Вараждин»           | 1Л                   | 16        | 4         | КХ                 | 2                  | 1                  |                      | -                    | -                    |               | -             | -             | 18     | 5      |        |
| Усього за «Вараждин» | Усього за «Вараждин» | Усього за «Вараждин» | 97        | 10        |                    | 5+                 | 2+                 |                      | -                    | -                    |               | -             | -             | 102+   | 12+    |        |
| 2010–11              | «Динамо» (Загреб)    | 1Л                   | 6         | 0         | КХ                 | 3                  | 0                  |                      | -                    | -                    |               | -             | -             | 9      | 0      |        |
| 2011–12              | «Славен Белупо»      | 1Л                   | 26        | 5         | КХ                 | 1                  | 0                  |                      | -                    | -                    |               | -             | -             | 27     | 5      |        |
| 2012–13              | «Рієка»              | 1Л                   | 30        | 2         | КХ                 | 1                  | 0                  |                      | -                    | -                    |               | -             | -             | 31     | 2      |        |
| 2013–14              | «Рієка»              | 1Л                   | 25        | 1         | КХ                 | 7                  | 1                  | ЛЄ                   | 6                    | 0                    |               | -             | -             | 38     | 2      |        |
| 2014–15              | «Рієка»              | 1Л                   | 6         | 0         | КХ                 | 1                  | 0                  | ЛЄ                   | 5                    | 0                    |               | -             | -             | 12     | 0      |        |
| 2014–15              | «Спеція»             | B                    | 33+1      | 4+1       | КІ                 | 0                  | 0                  |                      | -                    | -                    |               | -             | -             | 34     | 5      |        |
| 2015–16              | «Спеція»             | B                    | 17        | 2         | КІ                 | 4                  | 0                  |                      | -                    | -                    |               | -             | -             | 21     | 2      |        |
| Усього за «Спецію»   | Усього за «Спецію»   | Усього за «Спецію»   | 50+1      | 6 + 1     |                    | 4                  | 0                  |                      | -                    | -                    |               | -             | -             | 55     | 7      |        |
| 2015–16              | «Рієка»              | 1Л                   | 10        | 0         | КХ                 | 0                  | 0                  |                      | -                    | -                    |               | -             | -             | 10     | 0      |        |
| Усього за «Рієку»    | Усього за «Рієку»    | Усього за «Рієку»    | 71        | 3         |                    | 9                  | 1                  |                      | 11                   | 0                    |               | -             | -             | 91     | 4      |        |
| Усього за кар'єру    | Усього за кар'єру    | Усього за кар'єру    | 250+1     | 24+1      |                    | 22                 | 3                  |                      | 11                   | 0                    |               | -             | -             | 284+   | ?      |        |

## Досягнення

### Командні
«Динамо» (Загреб)
- Чемпіон Хорватії (1): 2010/11
- Володар Кубку Хорватії (1): 2010/11

«Рієка»
- Віце-чемпіон Хорватії (4): 2012/13, 2013/14, 2015/16
- Володар Кубку Хорватії (1): 2013/14
- Володар Суперкубка Хорватії (1): 2014

«Шериф»
- Чемпіон Молдавії (1): 2016/17
- Володар Кубка Молдови (1): 2016/17
- Володар Суперкубка Молдови (1): 2016

### Особисті
- Найкращий гравець «Шерифа» в 2016 році[9].